# Edelbert
Edelbert ist ein deutscher männlicher Vorname. Im engeren Sinn ist er eine Variante des Namens Adelbert, der wiederum von Adalbert abgeleitet ist.

## Namensträger

### Vorname
- Edelbert Hörhammer (1935–2012), deutscher Benediktiner
- Edelbert Köb (* 1942), österreichischer Künstler
- Edelbert Rey (* 1929), deutscher Fußballspieler
- Edelbert Richter (1943–2021), deutscher Theologe und Politiker

Variante Edilbert
- Edilbert Dinkelborg (1918–1991), deutscher Ordensgeistlicher, römisch-katholischer Bischof von Oeiras-Floriano in Brasilien

### Kunstfigur
- Edelbert der Tiger, britische Zeichentrickserie